# چکامه نخست (صفر)
چکامه نخست (صفر) عنوان نمایشنامه‌ای چاپ‌نشده از محمد چرمشیر است که در سال ۱۳۶۷، با کارگردانی حسین عاطفی به‌روی صحنه رفته است.